# Charles Marie Schilling
Charles Marie Schilling  (Oslo, 9 juin 1835 - Mouscron, 2 janvier 1907) est un barnabite norvégien reconnu vénérable par l'Église catholique. 

## Biographie
Charles Schilling naît à Oslo (à l'époque Christiania) en Norvège dans une famille luthérienne et grandit à Stange où son père travaille. À 15 ans, il devient l'élève de Eckersberg ; il est saisi par l'amour de son professeur pour l'école de peinture de Düsseldorf et se rend, à 18 ans, à Düsseldorf, pour étudier la peinture mais ne devient pas étudiant. En revanche, il suit des cours particuliers avec le peintre Emanuel Leutze.
Il apprend à connaître le catholicisme par le biais de la famille dans laquelle il est en pension à Düsseldorf. Le 11 novembre 1854, il est reçu dans l'Église catholique. Il effectue plusieurs voyages d'études en Allemagne, notamment à Munich. De retour en Norvège en 1860, Schilling rencontre le Père Stub, religieux barnabite, lui aussi norvégien converti au catholicisme. 
En 1867, Charles décide d'entrer également chez les barnabites dans l'espoir d'être prêtre en Norvège. L'année suivante, il entre au noviciat d'Aubigny-sur-Nère en France. La barrière de la langue est un obstacle mais il n'abandonne pas, et par un rescrit pontifical, il reçoit la permission de prononcer des vœux solennels après seulement deux ans de noviciat. Il est ordonné prêtre à Bourges le 18 décembre 1875.
Son idée de départ est de retourner en Norvège mais il reste à Aubigny jusqu'à la fermeture du couvent par l'État français. Il s'installe ensuite dans un couvent de son ordre à Turin en 1880 puis dans celui de Monza à partir de 1880. En 1887, les barnabites ouvrent un nouveau noviciat à Mouscron en Belgique, et le père Schilling y est nommé. Il devient directeur spirituel de la population ouvrière de la région, mais aussi du clergé qui vient de loin pour le rencontrer. Il est rapidement surnommé le saint de Mouscron. C'est dans cette ville qu'il décède le 2 janvier 1907.

## Culte
Peu après sa mort, la population commence à affluer sur sa tombe. Le procès informatif en vie d'une béatification débute en 1924. Son corps est transféré le 24 mars 1936 dans une chapelle latérale de l'église barnabite de Mouscron. 
Il est reconnu vénérable le 19 septembre 1968 par Paul VI.